# Ypsolopha nervosella
Ypsolopha nervosella is een vlinder uit de familie spitskopmotten (Ypsolophidae). De wetenschappelijke naam is voor het eerst geldig gepubliceerd in 1940 door Zerny.